# Aziak
Aziak (chiamata anche Azki, Azyak, Azik e Azaik) è una piccola isola che fa parte del gruppo delle Andreanof, nell'arcipelago delle Aleutine; si trova nel mare di Bering e appartiene all'Alaska (USA). Il suo nome deriva dal termine aleutino haazax che significa "dieci"; il nome è stato registrato dal capitano Teben'kov (1852). In molte pubblicazioni precedenti al 1920 veniva indicata come isola Sledge.
Aziak si trova a sud dell'isola Great Sitkin; l'isola, lunga solo 1,8 km, ha un'altezza massima di 58 m.